# Stechvogelschießen
Das Stechvogelschießen ist ein historisches Wurfspiel, das ab dem Ende des 18. Jahrhunderts vor allem auf Volksfesten beliebt war. Das Spiel stammte wahrscheinlich aus Frankreich und breitete sich danach in Deutschland aus.

## Spielweise

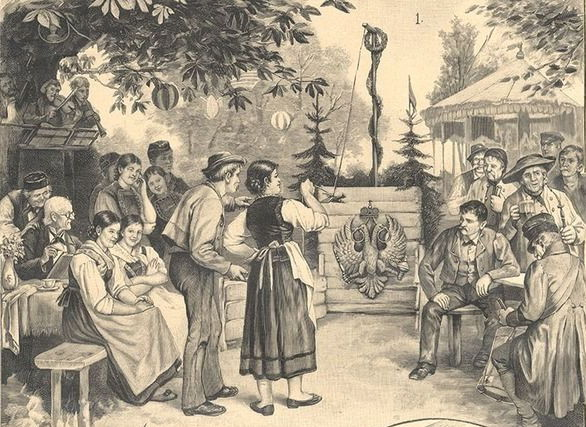
Stechvogelschießen auf einem Jahrmarkt

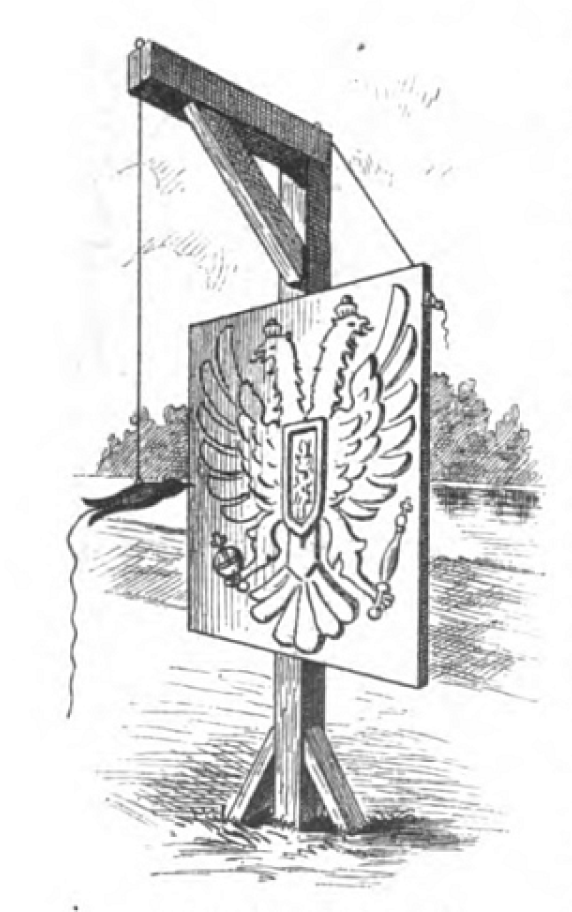
Stechvogelschießen

Das Stechvogelschießen ist ein Spiel, das im Freien gespielt wurde. Zentraler Bestandteil war ein Holzpfahl, an dessen oberem Ende ein Querholz befestigt wurde. An diesem wurde durch zwei Ringe oder Rollen eine Leine gezogen, an deren Ende ein schwerer metallener oder hölzerner Vogel mit einem spitzen Schnabel, der Stechvogel, befestigt war. Etwa in der Mitte des Pfahls wurde ein quadratisches Brett von etwa 1,5 bis 2 Meter Seitenlänge mit einem Wappen mit einem Adler als Zielscheibe angebracht. Die Schnur wurde hinter dem Wappen befestigt, das freie Ende mit dem Stechvogel hing in Ruhe etwa in der Höhe der Scheibenmitte von dem Querholz herab und konnte in der Höhe variiert werden. Am Schwanz des Vogels befand sich ein Bindfaden.
Zum Spielen wurde der Stechvogel von dem Spieler am Bindfaden zu sich herangezogen und dann so losgelassen, dass er möglichst die Mitte der Zielscheibe oder einen vorher anvisierten Teil des Adlers mit seinem Schnabel traf und den getroffenen Teil vom Adler herabfallen ließ.

## Geschichte
Der Name Stechvogel leitet sich wahrscheinlich von einer historischen Bezeichnung des Habichts ab. Vermutlich wurde das Stechvogelschießen zum Ende des 18. Jahrhunderts aus Frankreich nach Deutschland eingeführt und wurde zu einem beliebten Programmpunkt vieler Volksfeste und ist unter anderem für das Schillerfest 1847 in Leipzig dokumentiert. In einem Buch Beschaeftigungen für die Jugend aller Stände zur Gewöhnung an zweckmässige Thätigkeit zur erheiternden Unterhaltung von 1837 wird das Spiel in der Kategorie „Spiele, welche die Schärfe des Gesichts fördern“ aufgeführt.

## Belege
1. 1 2  Stechvogelschießen. In: Alban von Hahn (Hrsg.): Buch der Spiele. Encyklopädie sämtlicher bekannten Spiele und Unterhaltungsweisen für alle Kreise. Gesellschafts- und Scherzspiele aller Art, Orakelspiele, Ball- und Reifenspiele, Sportspiele, Kegelspiele, Tanzspiele, Domino und Lotto, Brett- und Positionsspiele, Schachspiel, Billardspiel, Würfel- und Kartenspiel, Patiencen und Kartenkunststücke usw. Vierte Auflage, Verlag von Otto Spamer, Leipzig [1905?]; S. 206–207. (Digitalisat)
2. ↑  Stechvogelschießen - einst ein beliebtes Spiel im alten Leipzig. In: Leipziger Volkszeitung, 26. Februar 2015; abgerufen am 5. Oktober 2018.
3. ↑  Das Stechvogelschiessen. In: Hofrath v. Schubert, Freiherrn von Wessenberg (Hrsg.): Beschaeftigungen für die Jugend aller Stände zur Gewöhnung an zweckmässige Thätigkeit zur erheiternden Unterhaltung so wie zur Anregung des Kunst- und Gewerbsinnes, Band 3, erlag der P. Balz'schen Buchhandlung, 1837 (Google Book).